# 松橋拓二
松橋 拓二（まつはし たくじ、男性、1978年12月3日 - ）は、日本の元プロボクサー。北海道芦別市出身。帝拳ボクシングジム所属。入場曲は「必殺仕事人」のテーマ。

## 来歴

### アマチュア時代
北海道恵庭南高等学校では3年次にウェルター級で選抜・インターハイ・国体の高校三冠を達成。高校時代の勝ち星すべてKO/RSCだった。
拓殖大学進学後も2年次に全日本選手権優勝。同年のアジア大会、翌年の世界選手権にも出場。3年次の全日本選手権も2年連続決勝進出を果たすが、後にプロで同門となる日大の佐藤幸治に敗れる。

### プロ時代
大学卒業後、帝拳の門を叩きプロ転向。
2001年12月1日、デビュー戦を1回KO勝利で飾る。
3連続KO勝利後、2002年8月24日にByung Chul Ohに2回KO負けを喫する。
2003年6月21日に1回KOで再起を果たすと、5連続KO勝利。
2005年11月19日、後のWBA世界スーパーウェルター級暫定王者石田順裕と対戦し、引き分け。
2006年8月5日、クレイジー・キムが持つ日本スーパーウェルター級王座挑戦権を野中悠樹と争い、判定で勝利。日本タイトル挑戦を決めた。
しかし、大晦日の練習中にアキレス腱断裂、長期欠場となった。引退も頭をよぎったが、同じ負傷を乗り越えWBC世界王座を奪取した同門の先輩西岡利晃からの電話で励まされ、復帰を決意。
2009年3月27日、日本ランカー田島秀哲相手に2年3ヶ月ぶりの復帰を果たし、初回にダウンを奪われるも2回逆転KO勝利で復帰を飾った。
2009年7月2日、最強後楽園にエントリーし、準決勝で池田好治と対戦。3回にダウンを奪うも、相手が立ち上がると右フックを浴びてダウンを返され、1度立ち上がった後も連打を浴びせられレフェリーストップTKO負け。
2010年4月3日、山本忍と対戦するが、2回に3度ダウンを奪われKO負け。この試合を最後に引退。

## 戦績
- プロボクシング：15戦11勝（10KO）3敗1分

## 獲得タイトル
アマチュア
- 第7回高校選抜ウェルター級優勝
- 平成8年度高校総体ウェルター級優勝
- 第51回国体少年の部ウェルター級優勝
- 第53回国体成年の部ウェルター級優勝
- 第68回全日本選手権ウェルター級優勝